# Isaiah Rider
Isaiah Rider Jr. (ur. 12 marca 1971 w Oakland) – amerykański koszykarz, występujący na pozycji rzucającego obrońcy bądź niskiego skrzydłowego.
Karierę koszykarską rozpoczynał w szkole średniej Encinal High School. Po jej ukończeniu zdecydował się pójść na koledż Allen Community College, skąd jednak przeniósł się na Antelope Valley College. Rok później po raz kolejny zmienił uczelnie, zostając tym razem zawodnikiem drużyny koszykarskiej uniwersytetu Nevady w Las Vegas. Po ukończeniu studiów w 1993, zgłosił się do draftu NBA, gdzie został wybrany z numerem piątym przez Minnesotę Timberwolves. Trzy lata później trafił do Portland Trail Blazers. W sezonie 1999–2000 grał w Atlancie Hawks, a następnie został zawodnikiem Los Angeles Lakers, skąd po roku trafił do Denver Nuggets. W 2001 zakończył karierę sportową.
Będąc studentem uniwersytetu Nevady w Las Vegas, został w 1993 wybrany do drugiej piątki All-American oraz najlepszym zawodnikiem konferencji Big West. Podczas pierwszego sezonu gry w NBA był członkiem pierwszego składu debiutantów, oraz wykonując wsad po równoczesnym przełożeniu piłki pod nogą, wygrał konkurs wsadów NBA. To zagranie uznawane jest za jeden z dziesięciu najbardziej spektakularnych wsadów w historii Slam Dunk Contest. W 2001 roku został wraz z Los Angeles Lakers mistrzem NBA.
W 2006 został oskarżony o porwanie. Mimo iż otrzymał sądowy zakaz zbliżania się do dzielnicy, w której dokonał porwania, kilka tygodni później spowodował w niej wypadek chcąc uniknąć kontroli policyjnej. Rok później przyznał się do posiadania kokainy oraz próby ucieczki przed policją. Został skazany na 7 miesięcy aresztu. W 2010 roku został zatrzymany za napaść na własną narzeczoną, a parę tygodni później za porwanie swojego jednomiesięcznego synka.

## Osiągnięcia
na podstawie, o ile nie zaznaczono inaczej.

### NCAA
- Mistrz sezonu regularnego konferencji Big West (1992)
- Koszykarz roku konferencji Big West (1993)
- Zaliczony do:
  - I składu:
    - Big West (1992, 1993)
    - turnieju Big West (1993)

  - II składu All-American (1993)
- Lider Big West w:
  - średniej punktów (1993 – 29,1)
  - liczbie:
    - punktów (1993 – 814)
    - zbiórek (1993 – 250)
    - celnych rzutów:
      - z gry (1993 – 282)
      - za 2 punkty (1993 – 227)
      - wolnych (1993 – 195)

    - oddanych rzutów: 
      - z gry (1992 – 420, 1993 – 548)
      - za 2 punkty (1993 – 411)
      - wolnych (1993 – 236)

### NBA
- Mistrz NBA (2001)
- Zaliczony do I składu debiutantów NBA (1994)
- Zwycięzca konkursu wsadów NBA (1994)
- Uczestnik:
  - meczu gwiazd debiutantów NBA (1994)
  - konkursu wsadów NBA (1994, 1995)